# 卡登贝格
卡登贝格是德国下萨克森州的一个市镇。总面积9.36平方公里，总人口3328人，其中男性1573人，女性1755人（2011年12月31日），人口密度356人/平方公里。